# Armigeres kinabaluensis
Armigeres kinabaluensis är en tvåvingeart som beskrevs av Ramalingam 1972. Armigeres kinabaluensis ingår i släktet Armigeres och familjen stickmyggor. Inga underarter finns listade i Catalogue of Life.